# 1864 en santé et médecine
| Années de la santé et de la médecine : 1861 - 1862 - 1863 - 1864 - 1865 - 1866 - 1867    |
| Décennies de la santé et de la médecine : 1830 - 1840 - 1850 - 1860 - 1870 - 1880 - 1890 |

Cet article présente les faits marquants de l'année 1864 en santé et médecine.

## Événements

### Allemagne
- Discours inaugural de Friedrich von Recklinghausen à l'Université de Königsberg : (la) De corporibus liberis articulorum : Commentatio, Hartung, 1864, 1re éd., 18 p. (lire en ligne).

### France
- Fondation des Archives de Médecine Navale[1]. Elle sera remplacée en 1910 par les Archives de Médecine et de Pharmacie Navales jusqu’en 1939 où elle cesse de paraître jusqu’en 1946 puis par la Revue de Médecine Navale, créée en 1946[2].

### Roumanie
- 16 juillet : fondation de l’Université de Bucarest[3].

### Royaume-Uni
- 8 décembre : George Boole, mathématicien et logicien à l'origine de l'algèbre de Boole, décède des suites d'une pneumonie, après que sa femme, Mary Everest l'aspergea d'eau froide. Contemporaine et adepte des idées de Samuel Hahnemann (1755-1843), inventeur de l'homéopathie, elle pensait soigner son mari d'un banal refroidissement en soignant le mal par le mal)[4].

### Suisse
- du 8 au 22 août : congrès international pour le service des ambulances pendant les guerres à Genève[5].
- 22 août : convention pour l’amélioration du sort des militaires blessés dans les armées en campagne dite « convention de Genève de 1864 »[6]. Le Comité international de la Croix-Rouge est officiellement créé à Genève.

## Naissances
- 5 mars : Léon Henri-Martin (mort en 1936), médecin et préhistorien français.
- 14 juin : Alois Alzheimer (mort en 1915), neuropathologiste allemand.
- 30 septembre : Themistocles Zammit (mort en 1935), médecin, archéologue et historien maltais.
- 26 septembre : Mary Murdoch (morte en 1916), médecin et suffragiste écossaise.
- 24 novembre : Raymond Sabouraud (mort en 1938), médecin français.

## Décès
- 23 janvier : Johann Lukas Schönlein (né en 1793), médecin allemand.
- 29 avril : Abraham Gesner (né en 1797), médecin et géologue canadien.